# سونج سفلي
سونج سفلي هي قرية في مقاطعة ميانة، إيران. عدد سكان هذه القرية هو 331 في سنة 2006.